# 徐步 (1913年)
徐步（1913年—1967年6月），男，浙江宁波人，中华人民共和国政治人物，曾任南京市市长、西安市市长。因在文化大革命中遭到批斗和毒打，跳楼自杀。